# Carabdytes stephanieae
Carabdytes stephanieae là một loài bọ cánh cứng trong họ Bọ nước. Loài này được Watts, Hancock & Leys miêu tả khoa học năm 2007.